# Reundorf (Frensdorf)
Reundorf ist ein Gemeindeteil der Gemeinde Frensdorf im oberfränkischen Landkreis Bamberg. Der Ort ist mit etwa 1200 Einwohnern der zweitgrößte Gemeindeteil.

## Geografie
Das Pfarrdorf liegt an den östlichen Ausläufern des Steigerwaldes im Tal der Rauhen Ebrach auf einer Höhe von 254 m. Zwei Kilometer nördlich erhebt sich der Distelberg (370 m) und südlich der Mainberg (371 m), beides Zeugenberge des Steigerwaldes. Vier Kilometer östlich verlaufen die Regnitz und der Main-Donau-Kanal.
Durch den Ort verläuft der Fränkische Marienweg.

## Geschichte
Das fruchtbare Tal der Rauhen Ebrach war bereits in vorgeschichtlichen Zeiten besiedelt. Östlich des Ortsausganges, bei Rattelshof lag eine ca. drei Hektar große Siedlung der Urnenfelderzeit und der mittleren bis späten Latènezeit, die als Bodendenkmal geschützt ist.:7 Auf dem Gipfel des Distelberges befand sich eine frühmittelalterliche Wallanlage, die sich über eine Fläche von 1,5 ha erstreckte. Von dort konnten die Täler der Rauhen Ebrach und der Aurach fast bis zu deren Mündungen in die Regnitz überblickt werden. Am Distelberg befinden sich etliche mittelalterliche Pingen, die teils bis aus der frühen Neuzeit stammen.
Die Pfarrkirche St. Otto wurde 1613–1615 von den Scheßlitzer Baumeistern Jakob und Johann Bonalino unter Fürstbischof von Aschhausen erbaut. Die Pfarrgemeinde Reundorf wurde 1764 von Johann Michael Dotterweich gestiftet und durch Fürstbischof Adam Friedrich bestätigt. 1781 wurde die Kirche durch Johann Joseph Vogel erweitert.
Die bayerische Bayerische Uraufnahme zeigt Reundorf in den 1810er Jahren mit über 60 Herdstellen rund um die Kirche mit ihrem ummauerten Gottesacker sowie die Mühle mit drei Wasserrädern an der Ebrach. An historischer Bausubstanz ist in Reundorf nicht viel erhalten geblieben. Neben der Kirche ist lediglich ein Teil, bezeichnet „1908“, der ehemaligen Mühle als Baudenkmal geschützt.:4
Der historische Friedhof bei der Kirche wird nicht mehr belegt. Ein neuer Friedhof befindet sich am westlichen Ortsausgang.
Bis zur Eingemeindung am 1. Mai 1978 war Reundorf eine  Gemeinde.
Siehe auch: Liste der Baudenkmale in Reundorf

## Vereine
Es bestehen folgende Vereine:
- Bürgerliste Reundorf
- Stammtisch Schmauser Reundorf
- Seniorenclub Reundorf
- Jagdgenossenschaft Reundorf
- Heimatverein Brüder an der Rauhen Ebrach
- Freiwillige Feuerwehr Reundorf, gegründet 1875. Im Jahr 2001 wurde an Stelle des alten Feuerwehrhauses ein Gemeinschaftshaus fertiggestellt, in dem die Feuerwehr eine Feuerwehrhalle, einen Schulungsraum und einen Atemschutzraum benutzt. Neben der Einsatzabteilung besteht eine Jugend- und eine Kinderfeuerwehr. An Geräten besitzt die Feuerwehr ein Tragkraftspritzenfahrzeug mit Wasser (TSF-W), eine Tragkraftspritze (TS 8/8) und einen Einachsen-Planen-Anhänger.[8]
- Soldaten- und Kameradschaftsverein Reundorf
- Theatergruppe Reundorf
- SV Reundorf mit den Abteilungen Fußball (1. und 2. Mannschaft, der Nachwuchs spielt ab der Altersklasse D-Jugend/U12  bei der Jugendfördergemeinschaft (JFG) Rauhe Ebrach Frensdorf, zu der auch die Vereine der benachbarten Ortschaften Frensdorf, Vorra, Waizendorf und Pettstadt gehören), Mountainbike, Gymnastik und Walking. Die Spieler der Tennisabteilung haben einen neuen Verein, den TC Reundorf, gegründet.[9]
- TC Reundorf: Neugründung im Jahr 2018 durch die Tennisabteilung des SV Reundorf

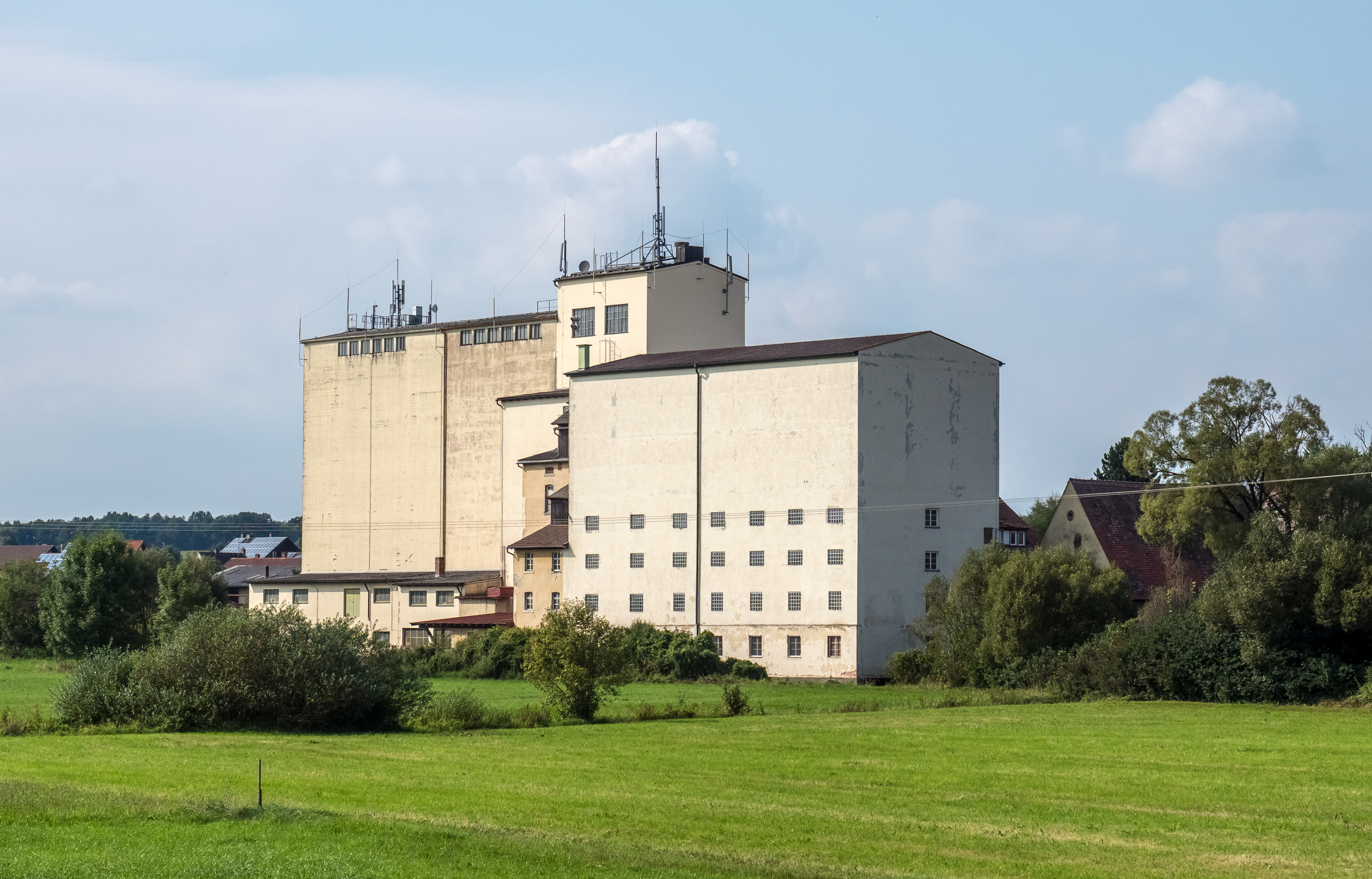
Sauer-Mühle

## Infrastruktur
Der Ort ist dörflich geprägt. Neben einigen landwirtschaftlich genutzten Anwesen überwiegt Villen- und Wohnbebauung. Es gibt einige Dienstleistungsbetriebe und wie viele Ortschaften in Bierfranken hat auch Reundorf eine kleine Brauerei. im Jahr 1874 kam die Brauerei in den Besitz der Familie Müller. Neben der Gaststätte gibt es den Schmausenkeller als Bierkeller. Die Sauer-Getreidemühle ging aus der ehemaligen Wassermühle an der Rauhen Ebrach hervor.
Der ÖPNV bedient den Ort an zwei Haltestellen mit den Buslinien 978, 983 und 991, die zum Verkehrsverbund Großraum Nürnberg gehören. Reundorf besaß einen Haltepunkt an der nur noch teilweise im Güterverkehr betriebenen Bahnstrecke Strullendorf–Ebrach.

## Persönlichkeiten
- Johann Baptist Walz (1894–1967), römisch-katholischer Dogmatiker